# Lenox (condado de Berkshire)
Lenox es un lugar designado por el censo ubicado en el condado de Berkshire en el estado estadounidense de Massachusetts. En el Censo de 2010 tenía una población de 1.675 habitantes y una densidad poblacional de 355,73 personas por km².

## Geografía
Lenox se encuentra ubicado en las coordenadas 42°21′40″N 73°17′12″O / 42.36111, -73.28667. Según la Oficina del Censo de los Estados Unidos, Lenox tiene una superficie total de 4.71 km², de la cual 4.68 km² corresponden a tierra firme y (0.55%) 0.03 km² es agua.

## Demografía
Según el censo de 2010, había 1.675 personas residiendo en Lenox. La densidad de población era de 355,73 hab./km². De los 1.675 habitantes, Lenox estaba compuesto por el 96.6% blancos, el 0.36% eran afroamericanos, el 0.12% eran amerindios, el 0.6% eran asiáticos, el 0.12% eran isleños del Pacífico, el 0.9% eran de otras razas y el 1.31% pertenecían a dos o más razas. Del total de la población el 2.81% eran hispanos o latinos de cualquier raza.